# Mamady Sidibé (homme politique)
Pour les articles homonymes, voir Sidibé et Mamady Sidibé (homonymie).
Mamady Sidibé est un député et homme politique guinéen.
Député de mars 2020 au 5 septembre 2021.

## Biographie
Député, de 2020 en 2021 de la dernière législature de mars 2020. Il est membre de la commission  éducation de la 9eme législative de la république de Guinée sous la présidence Alpha Condé.